# Zeiss projektor
Zeiss projektor – jeden z projektorów planetarium produkowany przez firmę Carl Zeiss. Stosowany do wyświetlania gwiazd i innych obiektów astronomicznych podczas seansów na kopule planetarium. Z reguły jest on duży i skomplikowany.

## Historia rozwoju i produkcji
W latach 1923–1924 skonstruowano projektor Mark I, który był pierwszym na świecie nowoczesnym projektorem stosowanym w planetariach. W 1930 Carl Zeiss AG opracował projektor Mark II w fabrykach AG (w Niemczech Wschodnich) i Oberkochen (w Niemczech Zachodnich). Po II wojnie światowej i podziale Niemiec każda fabryka rozwinęła swoją własną linię projektorów. Projektory od Mark III do Mark VI zaczęto projektować w Oberkochen w 1957 r.; ich produkcję zakończono w 1989 r. Tymczasem w Niemczech Wschodnich firma Carl Zeiss-Jena opracowała projektor typu ZKP. Po zjednoczeniu Niemiec w 1989 r. w dwóch fabrykach Carl Zeiss, zarówno na wschodzie jak i zachodzie Niemiec, zaczęto produkować ten sam projektor.

## Lista planetariów z projektorem Zeiss
- Adler Planetarium (Chicago, Illinois, USA) (używany w latach 1939–1969)
- Planetario Luis Enrique Erro (m. Meksyk, Meksyk) (używany w latach 1964–2006)
- Bangkok Planetarium (Bangkok, Tajlandia) (używany od 1964)
- Fernbank Planetarium (Atlanta, Georgia, USA) (używany od 1967 lub 1968)
- Hayden Planetarium (Nowy Jork, Nowy Jork, USA) (używano aż czterech projektorów Zeiss: Mark II (1935–1960); Mark IV (1963–1973; Mark VI (1973–1997) i od 1999 planetarium używa projektora Mark IX)
- Humboldt Planetarium (Caracas, Wenezuela) (używany od 1950)
- Planetarium w Manitoba Museum (Manitoba, Kanada) używany od 1967)
- Morehead Planetarium (Chapel Hill, Karolina Północna, USA) (w latach 1949–1969 używano projektora Mark II; w latach 1969–2011 – Mark VI)
- James S. McDonnell Planetarium (Saint Louis, Missouri, USA) (używany od 2001)
- Samuel Oschin Planetarium; obserwatorium w parku Griffith (Los Angeles, Kalifornia, USA) (w latach 1964–2006 używano projektora Mark IV; od 2006 planetarium używa projektora Mark IX)
- Strasenburgh Planetarium (Rochester, Nowy Jork, USA) (używany od 1968)
- Planetario de Bogotá, (Bogota, Kolumbia) (używany od 1969)
- Fiske Planetarium, (Boulder, Kolorado, USA) (używany od 1975)
- Planetario Universidad de Santiago, (Santiago, Chile) (używany od 1972)
- Calouste Gubelkian Planetarium (Lizbona, Portugalia) (w latach 1965–2004 był używany projektor UPP 23/4; od 2005 planetarium używa projektora Mark IX)
- Delafield Planetarium, Agnes Scott College (Decatur, Georgia, USA) (używany od 2000)
- Charles Hayden Planetarium (Boston Museum of Science, Boston, Massachusetts, USA) (w latach 1970–2010 używano projektora Mark VI; od 2011 planetarium używa projektora Starmaster)